# Frontblad

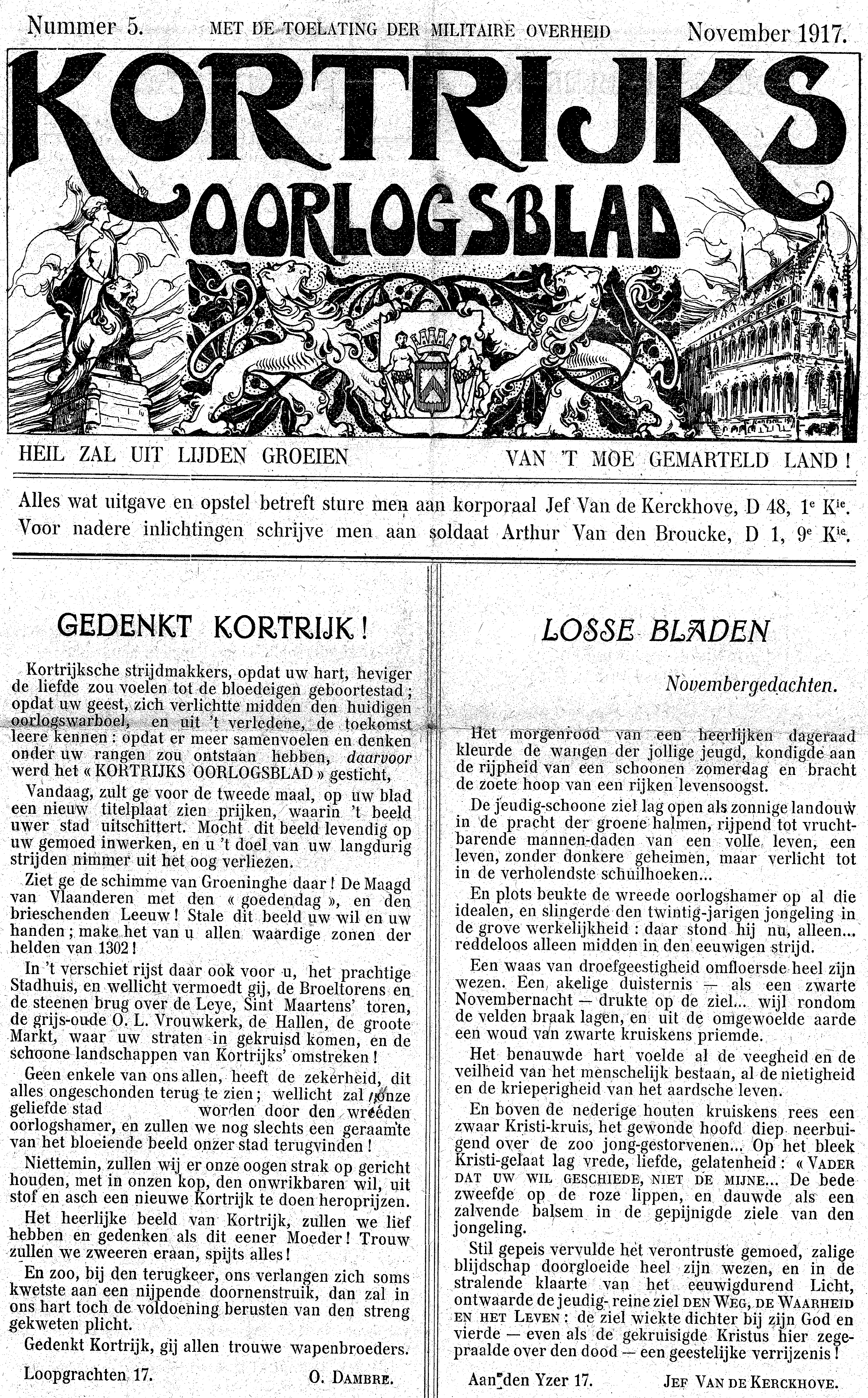
Voorbeeld van een frontblad (Het Kortrijks Oorlogsblad)

Een frontblad is een krant die ontstond tijdens de Eerste Wereldoorlog en was in de eerste plaats bestemd voor soldaten.

## De oprichting
Een frontblad werd niet opgericht door officiële instanties, maar ging uit van privépersonen. Het eerste frontblad werd in januari 1915 uitgegeven en was bedoeld voor de Franse soldaten. Doel van de frontblaadjes was het in contact brengen van zoveel mogelijk gelijkgezinden. De artikels in de frontblaadjes hadden ook als doel te informeren, te overtuigen of te ontspannen.

## De inhoud
Het hoofdonderwerp was vooral de frontsoldaat zelf en waren meestal ook direct aan de soldaten gericht. De soldaten werden aangemoedigd en er werd geschreven over hun toestand. Uit de frontblaadjes kunnen veel aspecten van het frontleven achterhaald worden.
Een tweede hoofdonderwerp van de frontblaadjes was de situatie in het bezette land, en dan vooral bij de West-Vlaamse frontblaadjes de toestand in eigen streek. De beschrijving van de eerste bezettingsdagen was een terugkerend onderwerp in het merendeel van de frontblaadjes. In de frontbladen werd zelden uitgeweid over de internationale situatie.

## Frontbladen in België
Na de Slag om de IJzer en het vastlopen van het front waren vele soldaten volledig van hun geboortestreek afgesloten. Briefwisseling was uitgesloten met uitzondering van enkelen die via Nederland brieven langs de Draad konden oversmokkelen. In verschillende eenheden kwamen aalmoezeniers en soldaten op het idee per streek alle nieuwtjes, samen met nieuwtjes van het front, samen te bundelen.
In de loop van februari 1915 gaf de Vlaming Jaak Leyssen vanuit Groot-Brittannië het eerste Belgische frontblad uit met de titel " 't Gazetje van Tongerloo". Het eerste Waalse frontblad verscheen in september 1915.